# 55. festival igranog filma u Puli
55. festival igranog filma u Puli je godišnji filmski festival održan u Puli, Hrvatska. Trajao je od 19. srpnja 2007. do 26. srpnja 2007. godine. Na festivalu je bilo prikazano 7 filmova u nacionalnom programu, 8 u popularnom i 15 u programu Europolis - Meridijani. Festival su pohodili članovi industrije, novinari i publika. Otvoren je sa svjetskom premijerom Buick Riviere Gorana Rušinovića, filmom utemeljenom na romanu Miljenka Jergovića, a zatvoren s Ničijim sinom Arsena Antona Ostojića.

## Programi

### Nacionalni program
Nacionalni program 55. festivala donio je sedam filmova nekih od najnagrađivanijih hrvatskih redatelja, od kojih su čak šestorica dobitnici Velikih zlatnih Arena (Vinko Brešan, Zrinko Ogresta, Dalibor Matanić, Goran Rušinović, Tomislav Radić i Fadil Hadžić), a konkurirao im je redatelj najnagrađivanijeg novog hrvatskog filma Ta divna splitska noć Arsen Anton Ostojić. 
Ti redatelji ekranizirali su tri originalna filmska scenarija (Iza stakla, Tri priče o nespavanju i Zapamtite Vukovar), ali i četiri prozne ili dramske uspješnice (Ničiji sin i Nije kraj po dramama Mate Matišića, Kino Lika po zbirci priča Damira Karakaša i Buick Riviera po romanu Miljenka Jergovića).
- Buick Riviera Gorana Rušinovića
- Kino Lika Dalibora Matanića
- Nije kraj Vinka Brešana
- Iza stakla Zrinka Ogreste
- Tri priče o nespavanju Tomislava Radića
- Zapamtite Vukovar Fadila Hadžića
- Ničiji sin Arsena Antona Ostojića

### Popularni program
Svi filmovi u Popularnom programu 55. Pule bili su također i hrvatske premijere.
- Bez greške (engl. Flawless) Michaela Radforda
- Njuškalo (engl. Sleuth) Kennetha Branagha
- Dok vrag ne sazna da si mrtav (engl. Before the Devils Knows You're Dead) Sydneyja Lumeta
- Bitka u Seattleu (engl. Battle in Seattle) Stuarta Townsenda
- Povratak prstena (engl. Closing the Ring) Richarda Attenborougha
- Podvala (engl. The Hoax) Lassea Hallströma
- Houdini (engl. Death Defying Acts) Gillian Armstrong
- WALL-E Andrewa Stantona

### Europolis - Meridijani
U četvrtom izdanju međunarodnog natjecateljskog programa Europolis – Meridijani, europski i svjetski filmovi konkurirali su za tri nagrade: Zlatne Arene za najbolji film, režiju i glumca ili glumicu.
Ovogodišnji program bio je posvećen žanru krimića, a cijeli se program odvijao na Kaštelu tijekom šest dana od 12. do 17. srpnja, pa je u stvari predstavljao festivalsku predigru glavnog programa koji je trajao od 19. do 26. srpnja. Svi su filmovi za vrijeme trajanja festivala reprizirani u obnovljenom Kinu Valli u kojem su se održale i premijere ostalih filmova iz međunarodne konkurencije.
- Nepoznata (tal. La sconosciuta) Giuseppea Tornatorea
- Lady Jane Roberta Guédiguiana
- Lornina šutnja (franc. Le silence de Lorna) Jean-Pierrea Dardennea i Luca Dardennea
- Prazne boce (češ. Vratné lahve) Jana Sveráka
- Happy-Go-Lucky Mikea Leigha
- Dvostruka ljubav (franc. La Fille coupée en doux) Claudea Chabrola
- Ljubav Astreje i Celadona (franc. Les Amours d'Astrée et de Céladon) Érica Rohmera
- Gledaj me Marije Perović
- Ljubavni život (njem. Liebesleben) Marije Schrader
- Vjeruj u ljubav (kin. Zuo You) Wanga Xiaoshuaija
- Kradljivci konja (franc. Voleurs de chevaux) Miche Walda
- Elitna postrojba (port. Tropa de Elite) Joséa Padilhe
- O' Horten Benta Hamera
- Tarot ubojica (engl. Scoop) Woodyja Allena
- Litvinenko (rus. Bunt. Delo Litvinenko)) Andreja Nekrasova

### Prvi pogled
U programu Prvi pogled najavljeno je deset dugometražnih igranih filmova čije je financiranje odoboreno u 2008. godini. Svi su filmovi nastajali pod pokroviteljstvom Ministarstva kulture RH i Hrvatskog audio-vizualnog centra. 
- U zemlji čudesa Dejana Šorka
- Dječje carstvo Branka Ivande
- Neka ostane među nama Rajka Grlića
- Metastaze Branka Schmidta
- Kenjac Antonija Nuića
- Raj na zemlji Ognjena Sviličića
- Čovjek ispod stola Nevena Hitreca
- Čovjek kojeg je pojelo more Hrvoja Hribara

i dva debitantska filma:
- Poštar Nikše Sviličića
- Projekt Danila Šerbedžije

S prethodnih natječaja preostalo je četiri filma koji su za vrijeme najave u programu Prvi pogledu bili dovršeni ili su čekali početak snimanja.
- Crnci Zvonimira Jurića i Gorana Devića
- Caruso Lordana Zafranovića
- Lumpijeva kuća Brune Gamulina
- Duh babe Ilonke Tomislava Žaje

### Hommage
Prvi filmski festival - Revija domaćih filmova otvoren je 24. lipnja 1954. u pulskoj Areni. Povodom 55. obljetnice Festivala igranog filma u Puli i Vjesnikove nagrade Krešo Golik dodijeljene montažerki Radojki Tanhofer na 55. festivalu predstavljen je prvi hrvatski film ikad prikazan u pulskoj Areni Koncert Branka Belana, hrvatskog predstavnika na prvom filmskom festivalu 1954. godine.

### DHF u Puli
Osim natjecateljskog programa u kojem sudjeluju hrvatski dugometražni igrani filmovi, Festival igranog filma u Puli tradicionalno priređuje još jedan program recentne hrvatske filmske produkcije. Stoga su u Puli prikazani nagrađeni radovi s Dana hrvatskog filma u Zagrebu.
Prije laureata Dana hrvatskog filma prikazan je dokumentarno-igrani film Zagorka Biljane Čakić Veselič.
- Slučajni sin Tomislava Mršića i Roberta Zubera
- Edo Majka – Sevdah o rodama Silvija Mirošničenka
- Manire čine čovjeka – Ručak Ane Hušmana
- Bastion Zdravka Mustaća
- Pitala si me Dinka Klobučara
- Ovog puta ne možemo reći da nismo znali Slavena Žimbreka
- Krupni otpad Igora Mirkovića
- Ma sve će biti u redu Gorana Devića
- Morana Simona Bogojevića Naratha
- Ona koja mjeri Veljka Popovića

### Mala filmska škola profesora Baltazara
Ovaj program prvenstveno je namijenjen najmlađima u dobi od 7 do 12 godina kako bi sudjelovali u stvaranju kratkog animiranog filma. Program se održavao od 14. do 18. srpnja 2008. u prostoru Gradske knjižnice i čitaonice Pula.
Teorijski dio radionica sadržavao je upoznavanje s osnovama filma i filmske umjetnosti, a praktični obuhvatio sve faze kreiranja filma: od razvoja ideje i scenarija preko izrade scenografije i prikupljanja rekvizita do samog snimanja i montaže.
Radionicu je vodio Zvonimir Rumboldt, akademski filmski i TV redatelj, asistent na ADU Sveučilišta u Zagrebu.

### Pulska filmska tvornica
Ova radionica izrade dokumentarnog filma trajala je od 12. srpnja do 10. kolovoza 2008. a vodio ju je Marko Zdravković-Kunac, dok je umjetnička voditeljica bila Biljana Čakić-Veselič. Radionica je bila podijeljena na dvije serije: predprodukciju i produkciju.
Pulska filmska tvornica je serija radionica koja ima za cilj pružiti sustavno znanje o izradi dokumentarnog filma, ukazati i otvoriti polaznicima unutarnje procese autora te realizirati konkretne filmove.

### Pulica
Ovaj novoosmišljeni festivalski program omogućuje svima, ali posebice najmanjima priliku uživati u igranim i animiranim filmovima za djecu. Svako jutro od 21. do 25. srpnja u Gradskoj knjižnici i čitaonici Pula vrtili su se dobri stari i još neotkriveni filmski biseri hrvatskih i inozemnih autora za djecu svih uzrasta.
- Tea Hanne A. W. Slak
- Lotte iz Izumgrada (estonski Leiutajateküla Lotte) Janna Põldme i Heikija Ernitsa
- Princ od papira Marka Kostića
- Čudesna šuma Milana Blažekovića
- Sova i vrabac (vijetnamski Cú và chim se sẻ) Stephanea Gaugera

## Nagrade
- Ničiji sin redatelja Arsena Antona Ostojića osvojio je Zlatne Arene za režiju, specijalne efekte, ton, glazbu i najbolju glavnu mušku ulogu. Osim navedenih nagrada film je osvojio i nagradu Oktavijan.
- Nije kraj redatelja Vinka Brešana osvojio je Zlatne Arene za kostimografiju, scenografiju, montažu i sporednu mušku ulogu. Film je također osvojio nagradu publike Zlatna vrata Pule.
- Kino Lika redatelja Dalibora Matanića osvojio je Zlatne Arene za masku, najbolju sporednu žensku ulogu.
- Iza stakla redatelja Zrinka Ogreste osvojio je Zlatnu Arenu za kameru, najbolju glavnu žensku ulogu.

U međunarodnoj konkurenciji dodijeljene su sljedeće nagrade:
- Zlatna Arena za najbolju glavnu ulogu dodijeljena je glumici Liu Weiwei u filmu Vjeruj u ljubav u režiji Wanga Xiaoshuaija.
- Zlatna Arena za najboljeg redatelja dodijeljena je redatelju Mikeu Leighu za film Happy-Go-Lucky.
- Zlatna Arena za najbolji film dodijeljena je filmu Dvostruka ljubav redatelja Claudea Chabrola.

## Više informacija
- Festival igranog filma u Puli

## Vanjske poveznice
- službeno mrežno mjesto